# Milan (New York)
Pour les articles homonymes, voir Milan (homonymie).

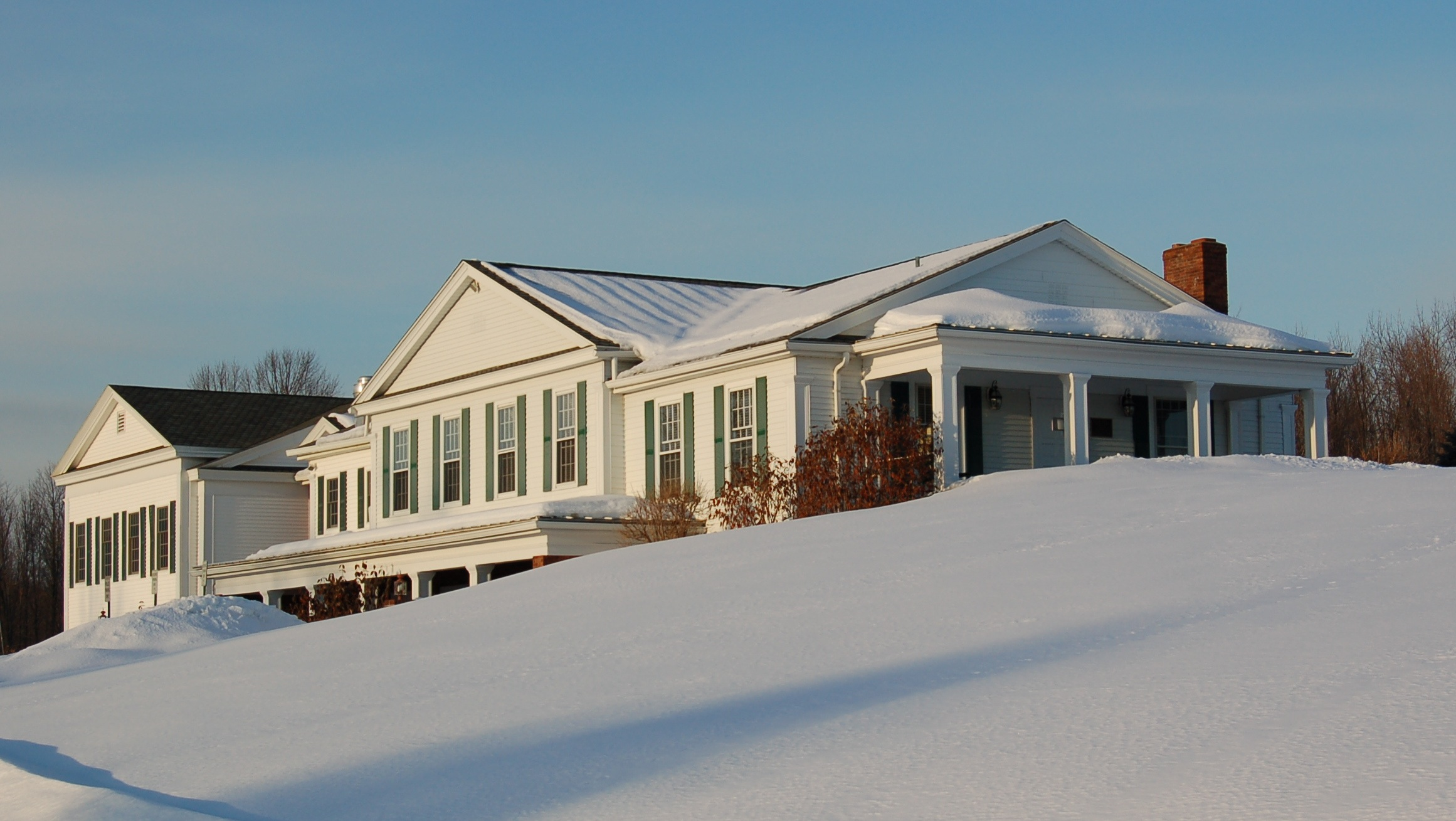
La mairie de Milan.

Milan est une ville située dans le comté de Dutchess, dans l'État de New York, aux États-Unis,. En 2010, elle comptait une population de 2 370 habitants, estimée au 1er juillet 2016 à 2 339 habitants.

## Démographie
Lors du recensement de 2010, la ville comptait une population de 2 370 habitants. Elle est estimée, en 2016, à 2 339 habitants.